# Nicolás García Mayor
Nicolás García Mayor, född 15 december 1978 i Bahia Blanca i provinsen Buenos Aires, Argentina, är en argentinsk entreprenör och industridesigner med fokus på humanitär utveckling, social innovation och miljöbevaring. Han ligger bland annat bakom Cmax System, en boendemodul för flyktingar i humanitära katastrofer. 2016 grundade han stiftelsen Cmax Foundation samt Cmax System inc, ett ”public-benefit corporation” i Washington DC. Han ligger även bakom företaget AR Estudio I Bahía Blanca, Argentina, och har eller har haft konsultuppdrag hos bland andra Förenta Nationerna, Läkare utan gränser, CONICET, Masdar Institute och Nifeg,

## Biografi
Efter att ha tagit examen i datateknik flyttade han till La Plata, Argentina, och tog examen i industriell design vid Universidad Nacional de La Plata. År 2000 grundade han företag AR Estudio och 2001 avslutade han sitt examensarbete, den idag uppmärksammade boendemodulen Cmax System. 
2003 flyttade han till Spanien där han designade och utvecklade nya produkter åt olika företag och myndigheter. 2004 återvände han till Argentina och återaktiverade AR Estudio i sin födelseort. 2009 startade García Mayor avdelningen för unga entreprenörer i industriunionen Union industrial de Bahía Blanca, och blev ordförande för densamma. 2012 grundade han Funacionar, en stiftelse kopplad till AR Estudio. Som direktör för stiftelsen har han lett olika innovativa välgörenhetsprojekt runt hela Argentina samt andra latinamerikanska länder som Colombia och Guatemala. Efter att ha återupptagit arbetet med Cmax System blev han 2013 bjuden till Vatikanen av påven Fransiskus.
Sammanlagt har Nicolás García Mayor designat och utvecklat mer än 200 projekt, bland annat 3d-printade proteser till utsatta, elektriska fordon till fattiga återvinningsarbetare i Argentina, hotell i Spanien, höghastighetståg i Kina och en bil till Dakarrallyt. 2016 grundade García Mayor stiftelsen Cmax Foundation, samt ett så kallat ”allmännyttigt bolag” (public-benefit corporation), Cmax System inc, i Washington DC, med ändamålet att hjälpa utsatta människor vid naturkatastrofer och väpnade konflikter genom att donera temporära boenden och återbygga hem, skolor och sjukhus. Utöver det är han medgrundare till fler organisationer och föreningar. 

## Utmärkelser
Under sin karriär har Nicolás García Mayor fått många priser och erkännaden, inte minst i Argentina. Några internationella exempel är:  
- Ibero-American Design Biennial BID16 / The Best Product Design / Madrid 2016[6]
- Keynote-talare Congress Institute of Industrial Engineers, Guayaquil  2016[7]
- Hederstalare på Inter-American Development Bank DEMAND SOLUTIONS IDEAS FOR IMPROVING LIVES Washington DC 2015[8]
- Hederstalare på FN:s högkvarter JCI GLOBAL PARTNERSHIP SUMMIT New York 2015[9]
- En av 30 "Young Cultural Innovators" Salzburg Global Seminar, Salzburg 2015[10]
- Nominerad till Business for Peace Award, Oslo 2015
- Pris för "Young Outstanding Person of the world for his contribution to children, world peace and Human Rights", JCI TOYP,  Leipzig.  2014[11]
- Ar estudio, “International Star for Leadership in Quality”, Maison et Objet, Paris 2013